# Рудник «Геофізичний VII»
Рудник «Геофізичний VII» – гірничодобувне підприємство у Актюбінській області Казахстану, що здійснює розробку однойменного хромітового родовища зі складу Джарил-Бутацького рудного поля Південно-Кемпірсайського рудного масиву.
Родовище Геофізичне-7 було виявлене ще в 1953 році, проте тривалий воно оцінювалось як дрібне із ресурсами лише у 73 тисячі тон і не було залучене до розробки. Втім, проведені у 21 столітті дослідження дозволили збільшити цю оцінку і в 2021 – 2022 роках верхню частину родовища відпрацювали кар’єром. 
Наступним кроком стала розробка проекту підземного видобутку, який заплановано здійснювати протягом 11 років за допомогою рудника річною потужністю до 0,4 млн тон на рік. Доступ до підземних горизонтів хочуть отримати за допомогою двох транспортних ухилів, що спускатимуться на кілька сотень метрів. Розміщення відвалів та скидання шахтних вод при цьому буде здійснюватись у сусідніх відпрацьованих кар’єрах «Мілліонний» та «Об’єдіньонний» (підземні горизонти цих родовищ наразі розробляються шахтою «10 років Незалежності Казахстану».
Розробку родовища веде Донський гірничо-збагачувальний комбінат.